# Hugo Savinovich
Hugo Savinovich (Guayaquil, Ecuador 15 de febrero de 1959) es un luchador profesional retirado, promotor de lucha libre profesional y comentarista ecuatoriano. Es conocido por haber trabajado para empresas como WWE y Lucha Libre AAA Worldwide.
También es uno de los presentadores de Lucha Libre Online, donde funge como analista de los últimos acontecimientos de la lucha libre profesional, mientras da su punto de vista. Sin embargo, en dicha plataforma, ha sido criticado por la comunidad de lucha libre profesional cibernética debido a su sensacionalismo en sus reportes de noticias y opiniones, así como por su uso constante del clickbait.

## Carrera

### Antes de WWE
Savinovich inició su carrera luchística a los 14 años, como luchador en distintas promociones luchísticas (principalmente en Puerto Rico y República Dominicana) bajo el nombre de La Pantera Asesina y La Pantera Ecuatoriana. Durante su periodo como luchador, obtuvo dos campeonatos mundiales en suelo dominicano venciendo en ambas ocasiones a Jack Veneno. También fue campeón en parejas junto a Mitsu Ishikawa y campeón del Caribe.
Su estilo y tipos de luchas más conocidas son del estilo brawl y hardcore, en varias ocasiones su rostro quedó empapado en sangre en este tipo de combates.
Posteriormente, comenzó a trabajar para la promoción puertorriqueña WWC como entrevistador y anunciador.

### En WWE
Savinovich fue invitado a narrar wrestlemania V de 1989 pero comenzó a trabajar para la WWE oficialmente en 1994. Junto con Carlos Cabrera narró varios shows de la WWE (como Raw y Smackdown) así como varios eventos de PPV. Además, fue copresentador de un programa exclusivo del sitio web de la WWE llamado WWE en Español. En cada transmisión hacía mención a su señora madre, razón por la que se le conoce como "el hijo de doña Melida".
El 22 de marzo de 1997, Savinovich sufrió un fuerte episodio de depresión a causa de las drogas y distintos problemas personales que casi lo lleva a suicidarse en un hotel de Rosemont, Illinois, tan solo un día antes de WrestleMania 13, por lo cual, durante ese mismo evento, su narración estuvo complicada y con una voz rasposa. En abril de 1997, Savinovich fue arrestado en una redada en su apartamento en la Ciudad de New York, regresando a la WWE al año siguiente  luego de pagar su condena en libertad condicional.
Durante la lucha sin descalificación de Hulk Hogan contra Vince McMahon en WrestleMania 19, Savinovich fue parte de un spot donde fue golpeado con una silla de metal en la cabeza por Hulk Hogan, esto mientras la lucha se desarrollaba al costado de la mesa de comentaristas en español. Según Savinovich, él quiso recibir el impacto de forma legítima, ya que antes fue luchador, por lo cual no puso las manos para atenuar el impacto quedando inconsciente.
Savinovich fue despedido de la WWE en 5 de octubre de 2011, aunque solamente anunció su despido el 19 de octubre de ese año. Los detalles de su despido no están del todo claros, pero distintas versiones indican que no salió en buenos términos de la WWE.

### Después de WWE
Su carrera posterior la dedicó al trabajó independiente, destacando por su tiempo con Lucha Libre AAA Worldwide.
Trabajó como productor y comentarista de Imperio Lucha Libre, una compañía que realizó shows en Perú en el año 2018 y que fue cerrada por su baja venta de boletería.
Además, Savinovich es un pastor cristiano evangélico, lo cual le ha permitido predicar el Evangelio en varios países de Latinoamérica.
El 16 de marzo de 2019 en el evento de Rey de Reyes durante el segmento, Cody nombró a Savinovich como comentarista de All Elite Wrestling (con quien AAA tenía en ese entonces un acuerdo de trabajo). Participó en dos eventos de pago en español, sin embargo, por problemas contractuales con AAA y otros temas internos en AEW, no volvió a ser contratado.

## Controversias
Lucha Libre Online, el proyecto en el que Savinovich trabaja, ha sido criticado por su estilo amarillista de periodismo, su tendencia al clickbait, y Savinovich mismo ha sido criticado por supuestamente tomar una posición de víctima cuando es criticado, al alegar que el no puede hacer nada malo por ser un pastor religioso.
Durante 2020 ha iniciado muchas subastas, afirmando que son con el fin de ayudar a las comunidades más necesitadas, sin embargo, esto ha sido cuestionado porque se ha reportado menos dinero del que fue enviado y también la entrega en sí de ese dinero recaudado a otros pastores evangélicos dirigidos por Savinovich.
Savinovich ha sido criticado por medios como Súper Luchas y el canal en internet de lucha libre profesional chileno Universidad del Wrestling, con el director de este último, habiendo invitado a debatir a Savinovich en muchas ocasiones, a lo cual este último se ha negado afirmando no ser un medio tan importante como el que el dirige.

### Vuelo de luchadores de WWE en Arabia Saudita
En julio de 2020, Savinovich se vio envuelto en una polémica cuando, por medio de Súper Luchas, Jerry McDevitt, abogado principal de la WWE, desmintió su versión de que los luchadores de la WWE hubieran sido secuestrados en Arabia Saudita en noviembre de 2019.

### Comentarios sobre Karrion Kross
En agosto de 2020, mientras promocionaba una entrevista con el luchador Karrion Kross (con quien era buen amigo dado que ambos trabajaron en Lucha Libre AAA Worldwide), Savinovich afirmó en una transmisión en vivo que Kross supuestamente había sido un asesino a sueldo para la mafia en su juventud, lo cual causó un gran revuelo en el mundo de la lucha libre. Sin embargo, horas después Savinovich tuvo que solicitar disculpas a los fans y a Kross por sus palabras, afirmando que hubo un error de traducción de sus palabras al inglés. Sin embargo, este error nunca existió y como prueba quedó el video de la transmisión en vivo. Súper Luchas desmintió que Kross hubiera sido un asesino real en su juventud, afirmando que Savinovich solamente quería, por medio de exagerar las historias luchísticas, generar dinero para su canal de YouTube Lucha Libre Online. Savinovich afirmó luego que Kross lo llamó bastante enojado para pedirle explicaciones de sus palabras. Si bien Savinovich dijo que ambos seguían siendo amigos, Kross nunca le brindó la anunciada entrevista a Savinovich.

## Campeonatos y logros
- Western States Sports
  - NWA Western States Tag Team Championship (1 vez) - con Mitsu Ishikawa
- L&G Promotions
  - L&G Caribbean Heavyweight Championship (4 veces)
- Dominican Wrestling Federation
  - DWF World Tag Team Championship (4 veces) - con Relámpago Hernández

## Luchas de Apuestas
| Ganador            | Perdedor                    | Lugar                 | Evento           | Fecha              | Notas |
| ------------------ | --------------------------- | --------------------- | ---------------- | ------------------ | ----- |
| El Profe (máscara) | Hugo Savinovich (cabellera) | San Juan, Puerto Rico | 3 Kings Day card | 6 de enero de 1988 | .     |